# 里德卡
49°54′21″N 26°31′58″E / 49.90583°N 26.53278°E
里德卡（烏克蘭語：Рідка）是位於烏克蘭西部的村莊，由赫梅利尼茨基州裡赫梅利尼茨基區的泰奧菲波爾市鎮負責管轄。該村始建於1421年，面積0.8平方公里，海拔高度271米，2001年人口202。